# Tyrconnell
Tyrconnell je irski single malt viski, ki ga proizvaja destilarna Watts distillery iz Derryja na severozahodu Irske.

## Zgodovina
Destilarno je leta 1762 ustanovil Andrew A. Watt in v njej začel v posebnem kotlu, za katerega je dobil tudi uradni patent kuhati viski, ki ga je poimenoval po družinskem dirkalnem konju. Pred prohibicijo v ZDA je bil ta viski najbolj razširjena vrsta irskega viskija v tej državi, nato pa je njegovo ime skoraj utonilo v pozabo. Poleg ZDA so bili največji trgi, na katere je destilarna prodajala svoj single malt Anglija, Kanada, Avstralija in Nigerija.
Danes je blagovna znamka last podjetja Cooley Distillery, ki je trenutno edina neodvisna destilarna na Irskem. Tyrconnell pa je trenutno najboljši irski single malt viski, kar dokazuje zlata medalja z mednarodnega tekmovanja vin in žganih pijač iz leta 2004. To je omogočilo hiter povratek v svet tej blagovni znamki.

## Viski
Tyrconnell starajo v 200 let stari kleti iz granita, v katero zložijo hrastove sode, v katerih dobi sprva brezbarvna tekočina značilno zlato-rjavo barvo in polno aromo.
Ta single malt se prodaja razredčen na 40 % volumenskih delov alkohola. Vonj po sadju in rahel pridih citrusov spremlja rahlo oljnat občutek v ustih, okus viskija pa je poln z rahlim priokusom medu in citrusov, ki ga v ozadju dopolnjuje okus po sladu.
Priporoča se pitje samega viskija, po okusu pa ga lahko rahlo razredčimo z vodo, da razvije polno cvetico.